# Abubakr Al Abaidy
Abubakr Al Abaidy (27 ottobre 1981) è un ex calciatore libico, di ruolo centrocampista.

## Carriera
Ha esordito in Nazionale nel 2006.